# Кононовський
Кононо́вський (рос. Кононовский, башк. Кононовский) — присілок у складі Стерлітамацького району Башкортостану, Росія. Входить до складу Октябрської сільської ради.
Населення — 291 особа (2010; 298 в 2002).
Національний склад:
- башкири — 32%